# مراكز علاج السرطان الأمريكية
مراكز علاج السرطان الأمريكي (CTCA) ، ومقرها في بوكا راتون ، فلوريدا، هي شبكة وطنية ربحية تتكون من خمسة مراكز رعاية وأبحاث شاملة للسرطان وثلاثة مراكز رعاية خارجية تخدم مرضى السرطان في جميع أنحاء الولايات المتحدة.
كان مقر CTCA في الأصل في شاومبورغ ، إلينوي. في يناير 2015، تم نقل مكتب الشركة إلى بوكا راتون ، فلوريدا، وتمت إعادة تسميته بمركز علاج السرطان في أمريكا العالمية.
تأسست مراكز علاج السرطان الأمريكية (CTCA) في عام 1988 على يد ريتشارد جيه ستيفنسون بعد وفاة والدته ماري براون ستيفنسون، التي توفيت بسبب سرطان الرئة. اشترى ستيفنسون المستشفى الأمريكي الدولي في زيون ، إلينوي في عام 1988 وقام بتوسيع المستشفى ليشمل مركزًا للإشعاع، مركز ماري براون ستيفنسون لعلاج الأورام بالإشعاع. كان هذا المركز بمثابة الموقع الأول لـ CTCA.
افتتحت CTCA رسميًا مستشفاها الثاني في 7 مايو 1990 في تولسا ، أوكلاهوما، الواقعة في أبراج CityPlex ، التي شيدتها أورال روبرتس كجزء من مستشفى مدينة الإيمان. بعد خمسة عشر عامًا، في 29 أبريل 2005، انتقل المركز إلى موقع جديد تبلغ مساحته 195845 قدمًا مربعًا تم تشييده حديثًا في تولسا.
في عام 2004، اشترت CTCA مستشفى باركفيو السابق في شمال شرق فيلادلفيا. بعد تجديد 104000 قدم مربع وإضافة 81000 قدم مربع إضافية للتوسع المستقبلي،  افتتحت CTCA الموقع في 19 ديسمبر 2005. بمساحة إجمالية قدرها 20025 قدم مربع، أصبح موقع فيلادلفيا أول مستشفى تابع لـ CTCA على الساحل الشرقي. في 29 ديسمبر 2008، افتتحت CTCA مراكز علاج السرطان الأمريكية، فينيكس، بمستشفى تبلغ مساحته 210,000 قدم مربع يخدم المرضى الأساسيين من الساحل الغربي. في 18 سبتمبر 2012، فتحت مراكز علاج السرطان الأمريكية، أتلانتا أبوابها للمرضى. في عام 2015، افتتحت مكتبًا لخدمات الاستقبال والإعلام للمرضى في مكسيكو سيتي. كما تقوم بالإعلان في الشرق الأوسط ومنطقة البحر الكاريبي وأمريكا اللاتينية، مما يتيح للمرضى في هذه المناطق الفرصة لمتابعة العلاج في أحد مراكز الأبحاث ورعاية مرضى السرطان الشاملة في الولايات المتحدة.
حصل كل مستشفى من مستشفيات السرطان على اعتمادات وشهادات من اللجان المشتركة،  ولجنة الكلية الأمريكية للجراحين المعنية بالسرطان،  وبرنامج الاعتماد الوطني لمراكز الثدي.
في عام 2016، قدمت مراكز علاج السرطان الأمريكية دراسة TAPUR المعروفة أيضًا باسم دراسة سجل استخدام الوكيل المستهدف والتوصيف. قاد ذلك الجمعية الأمريكية لعلم الأورام السريري (ASCO).
- كانت مراكز علاج السرطان الأمريكية موضوع شكوى من لجنة التجارة الفيدرالية (FTC) في عام 1993. زعمت لجنة التجارة الفيدرالية أن مراكز علاج السرطان الأمريكية قدمت ادعاءات كاذبة فيما يتعلق بمعدلات نجاح بعض علاجات السرطان في المواد التسويقية والترويجية لـ CTCA. من بين ادعاءات أخرى لا أساس لها، أعلنت CTCA أنها قادرة على علاج أشكال معينة من السرطان من خلال إجراءات محددة مثل «ارتفاع حرارة الجسم بالكامل» و «العلاج الموضعي». تمت تسوية هذه المطالبة في مارس 1996 بأمر قضائي، يتطلب من دائرة مكافحة الإرهاب والجريمة المنظمة (CTCA) التوقف عن استخدام أي مطالبات لا أساس لها في إعلاناتها.[12] مطلوب أيضًا من المراكز أن يكون CTCA دليلًا علميًا مثبتًا لجميع البيانات المتعلقة بالسلامة ومعدلات النجاح والتأييد وفوائد علاجات السرطان الخاصة به. كما طُلب من المراكزاتباع خطوات مختلفة من أجل الإبلاغ عن الامتثال إلى لجنة التجارة الفيدرالية في التسوية. انتهى الأمر القضائي في عام 2016 دون وجود مخالفات خلال فترة 20 عامًا.[13]

- في عام 2018، نشرت Truth in Advertising [14] تلخيصه في Medscape Accessed 5 فبراير 2019 [15] يفيد بأن جميع مراكز السرطان الرئيسية تقريبًا تعمل في إعلانات مضللة، وأفادوا أنه من بين جميع المراكز التي تمت دراستها، كان CTCA هو الذي أنفقت معظم الأموال على مثل هذه الإعلانات في عام 2017. على وجه الخصوص، راجع خبراء السرطان ادعاءات CTCA بأن معدلات البقاء على قيد الحياة كانت أفضل من المتوسطات الوطنية. قارن CTCA نتائجه مع قاعدة بيانات المراقبة وعلم الأوبئة والنتائج النهائية (SEER) التابعة للمعهد الوطني للسرطان. قال الخبراء إن مرضى CTCA ومرضى SEER لم يكونوا متوافقين، وأن المقارنة كانت متحيزة لصالح CTCA. على سبيل المثال، كان مرضى CTCA أصغر سنًا وأكثر تأمينًا: وفقًا لرويترز، تم فحص مرضى CTCA للتغطية التأمينية، و "لديهم عدد قليل نسبيًا من المرضى المسنين [و] لا يوجد أي شخص غير مؤمن عليه أو مشمول ببرنامج Medicaid" علاوة على ذلك، فهو يشمل في بيانات نتائجها فقط أولئك المرضى الذين تلقوا العلاج في CTCA طوال مدة مرضهم - المرضى الذين لديهم القدرة على السفر إلى مواقع CTCA من البداية، " [16] [17] تفاصيل إضافية عن نتائج علاج CTCA على منهجية ومصادر المعلومات يمكن العثور عليها في منشور نتائج العلاج CTCA الصادر.[18]
- يشير L. Kirk Hagen ، أستاذ العلوم الإنسانية بجامعة هيوستن بوسط المدينة، إلى أن موقع CTCA على الويب عبارة عن إخلاء مسؤولية يقرأ «لا تقدم [The CTCA] أي ادعاءات حول فعالية علاجات معينة، أو تقديم الرعاية، أو المعنى لتحليل CTCA و SEER».[19] أشار تقرير Truth in Advertising إلى أن لجنة التجارة الفيدرالية «أعادت كتابة القواعد التي تحكم استخدام الشهادات، في عام 2009، لتقول إن إخلاء المسؤولية هذا غير كافٍ لأن المستهلكين يعتقدون أن تجربتهم ستكون تجربة غير نمطية مصورة في الإعلان».